# Bibliotheca Alexandrina
Bibliotheca Alexandrina – egipska biblioteka i centrum kulturalne w Aleksandrii.

## Historia
Biblioteka została wzniesiona dla upamiętnienia starożytnej Biblioteki Aleksandryjskiej, która spłonęła w I wieku p.n.e. Oficjalna inauguracja miała miejsce 16 października 2002 roku.
W kompleksie, oprócz biblioteki, znajdują się hale wystawowe, biblioteki dla dzieci i młodzieży, trzy muzea, cztery galerie sztuki, centrum konferencyjne i stanowiska dla osób mających kłopoty ze wzrokiem. W oddzielnych budynkach należących do kompleksu znajduje się planetarium oraz laboratorium, w którym opracowuje się i konserwuje manuskrypty.
Idea odbudowania starej biblioteki narodziła się w 1974 r. – jednym z najważniejszych promotorów był prezydent Egiptu, Husni Mubarak, wsparcia udzieliło też UNESCO. W 1988 r. UNESCO zorganizowało konkurs architektoniczny, w którym zwyciężyła norweska firma Snøhetta. Na międzynarodowej konferencji w Asuanie w 1990 r. przydzielono pierwsze fundusze, 65 mln USD, pochodzące głównie z zaprzyjaźnionych krajów arabskich. Prace rozpoczęły się w 1995 roku i trwały 7 lat. Na budowę wydano łącznie ok. 220 mln USD (nie licząc kosztów zgromadzenia książek).

## Budynek

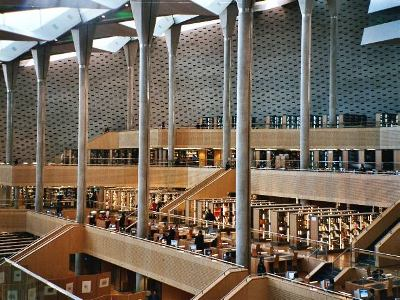
Wnętrze biblioteki

Kształt 11-poziomowej biblioteki przypomina wielki przechylony bęben. Nad główną czytelnią znajduje się szklano-aluminiowy dach o wysokości 32 m i średnicy 160 m, nachylony w kierunku północnym. W gmachu o kształcie szerokiego, ściętego cylindra znajdują się największe hale. Fasada centralnego budynku to stroma, szeroka krzywizna z szarego asuańskiego granitu z wyżłobionymi literami 120 rodzajów starożytnych i współczesnych alfabetów. Większą część wnętrza cylindra zajmuje otwarta, wielopoziomowa czytelnia. Cztery najniższe kondygnacje znajdują się pod ziemią i są przystosowane do przechowywania 8 milionów woluminów.
Biblioteka zajmuje powierzchnię 70 000 m². Wewnątrz budynku znajduje się 17 szybkobieżnych wind.

## Struktura Biblioteki
Zgodnie z Ustawą nr 1 z dnia z 2001 dotyczącej Bibliotheca Alexandrina składa się ona z:
Biblioteki, Planetarium i Centrum Konferencyjnego. Miały też powstać następujące ośrodki kulturalne i naukowe:
1. Międzynarodowa Szkoła Studiów Informacyjnych (ISIS).
2. Centrum Dokumentacji i Badań.
3. Muzeum Historii Nauki.
4. Instytut Kaligrafii.
5. Muzeum Rękopisów.
6. Centrum Ochrony Rzadkich Książek i Dokumentów.

## Organizacja Biblioteki

### Biblioteka Główna
Czytelnia mieści się na siedmiu poziomach i może pomieścić do 2000 czytelników. Muzea, wystawy i centrum konferencyjne znajdują się w niewielkiej odległości od czytelni.

#### Zbiory rzadkich książek
Biblioteka posiada duży zbiór rzadkich książek, map i zbiorów specjalnych. Najstarsza z ponad 15 000 książek pochodzi z 1496 roku. Dział Zbiorów Specjalnych gromadzi kolekcje ofiarowane Bibliotece przez osoby publiczne, takie jak zmarły prezydent Mohamed Anwar el-Sadat, sułtan Qaboos, dr Abdel Razek el-Sanhoury i dr Hussein Heikal. Ze zbiorów można korzystać w czytelni, także kopiować (ale tylko zgodnie z przepisami 20% książki). Niektóre książki nie mogą być kserowane z powodu ich złego stanu.

#### Biblioteka dla niedowidzących
Nosi imię Taha Husajna. Jej patron to znany egipski pisarz, który był niewidomy.
W skład biblioteki wchodzą również: biblioteka dla dzieci, młodzieży, sztuki i multimediów.

#### Biblioteka frankofońska
Powstała w 2009 roku, kiedy Biblioteka otrzymała dar 500 000 książek w języku francuskim. Jest to czwarta pod względem wielkości biblioteka frankofońska na świecie (poza terenem Francji).

### Dział Noblowski
Na trzecim piętrze znajduje się Dział Noblowski, który gromadzi dzieła laureatów literackiej Nagrody Nobla od 1901 do czasów współczesnych. W jego skład wchodzi sala Noblowska, audytorium Gada Rausinga i Salon Söderbergów. Nosi imię szwedzkiej rodziny Rausing, która, aby mógł powstać, zaproponowała Bibliotece Aleksandryjskiej wsparcie finansowe. Meble Działu Noblowskiego zostały zaprojektowane przez znanych szwedzkich projektantów, takich jak Åke Axelsson i Erik Gunnar Asplund. W Sali Noblowskiej znajduje się duży stół konferencyjny wykonany z korzenia olchy i drewna wiśniowego, podobny do stołu w Auli Zgromadzenia Noblowskiego w Sztokholmie. Inną atrakcją jest dywan autorstwa znanej szwedzkie projektantki dywanów Märt Måås-Fjätterström, na którym znajduje się fragment nordyckiego wiersza Hávamál.
Dział Noblowski można zwiedzać po wcześniejszym (przynajmniej 2 dni) umówieniu się na wizytę przez wysłanie e-maila na adres podany na stronie biblioteki.

## Centrum Kongresowe
Centrum Konferencyjne zostało wybudowane na powierzchni 5000 m² i zostało otwarte 22 sierpnia 1991 roku. Znajduje się na nabrzeżu naprzeciwko wschodniego portu i półwyspu Silsilah. Z główną biblioteką jest połączone podziemnym przejściem. Centrum ma cztery sale konferencyjne, dwie sale wystawowe, salon VIP, trzy restauracje i kawiarnię.

## Planetarium
Obok budynku biblioteki zbudowano Bibliotheca Alexandrina Planetarium Science Center. Składa się ono z Planetarium, Muzeum Historii Nauki i ALEXploratorium.

## Muzea
Na terenie Biblioteki znajdują się 4 muzea:
Muzeum Sadata – poświęcone pamięci prezydenta Egiptu Sadata. Ma 260 m². Muzeum posiada zbiór medali, zdjęć, filmów, kolekcja rzeczy osobistych w tym cywilnych i wojskowych garniturów prezydenta Sadata, w tym zabarwiony krwią garnitur wojskowy, który miał na sobie w dniu zabójstwa 6 października 1981 roku.
Muzeum Starożytności – podczas budowy biblioteki prowadzono badania archeologiczne terenu na którym miał stanąć budynek. Odkryto zabytki z okresu hellenistycznego, rzymskiego i bizantyńskiego. Powstała wówczas koncepcja prezentowania ich w miejscu odkrycia. Muzeum posiada 1133 obiekty, w tym dwie unikatowe kolekcje: eksponatów znalezionych podczas prac wykopaliskowych na budowie w latach 1993–1995 i wydobytych z dna Morza Śródziemnego w pobliżu wschodniego portu i zatoki Abukir.
Muzeum Rękopisów – nie tylko gromadzi cenne zbiory, ale również szkoli kadry w metodach konserwacji i restaurowania rękopisów.
Muzeum Historii Nauki – na stałej wystawie można poznać historię nauki w starożytnym Egipcie, hellenistycznej Aleksandrii i świata arabsko-muzułmańskiego.

## Zwiedzanie
Wycieczki oferowane są w następujących językach: arabskim, angielskim, francuskim i hiszpańskim. W foyer Biblioteki znajduje się Biuro informacji turystycznej w którym można wcześniej zarezerwować wycieczkę telefonicznie, za pośrednictwem poczty e-mail lub osobiście. Bilety zawierają koszty przewodnika i wstępu na wystawy.